# 荀昭华
荀昭华（?—?），中国南北朝南朝齐武帝萧赜的妃嫔，被封为昭华。
荀昭华在南朝齐永明三年（485年）生萧赜第十九子萧子琳，萧子琳被封为宣城王。荀昭华极受齐武帝的宠爱，待遇优越，萧子琳也因此得到父亲的钟爱。齐武帝的堂弟齐明帝即位，永泰元年（498年），萧子琳被齐明帝所杀。